# Veliki Obrež
Veliki Obrež – wieś w Słowenii, w gminie Brežice. W 2018 roku liczyła 292 mieszkańców.